# Вільшанка (Звягельський район)
Вільша́нка (до 1960 року — Кука-Гута) — село в Україні, в Ємільчинській селищній територіальній громаді Звягельського району Житомирської області. Чисельність населення становить 30 осіб (2001). У 1923—54 роках — адміністративний центр колишньої Куко-Гутянської сільської ради.

## Населення
Наприкінці 19 століття в селі проживало 54 мешканці, дворів — 15, у 1906 році — 90 осіб, дворів — 21, у 1923 році — 239 жителів, дворів — 40.
Відповідно до результатів перепису населення СРСР, кількість населення, станом на 12 січня 1989 року, становила 67 осіб. Станом на 5 грудня 2001 року, відповідно до перепису населення України, кількість мешканців села становила 30 осіб.

## Історія
У другій половині 19 століття — поселення Сербівської волості Новоград-Волинського повіту Волинської губернії. Селян було 21 душа, чиншових хат — 26, була шкляна гута. Належало до Ново-Звягельських добр, власність Мезенцевої з Уварових. Входило до православної парафії в Сербах, за 12 верст.
Наприкінці 19 століття — село Романовецької волості Новоград-Волинського повіту Волинської губернії. Належало до православної парафії у Сербах, за 12 верст.
У 1906 році — сільце Сербівської волості (2-го стану) Новоград-Волинського повіту Волинської губернії. Відстань до повітового центру, м. Новоград-Волинський, становила 16 верст, від волосного центру, с. Серби — 12 верст. Найближче поштово-телеграфне відділення розміщувалося у Емільчині.
У 1923 році включене до складу новоствореної Куко-Гутянської сільської ради, яка 7 березня 1923 року увійшла до складу новоутвореного Городницького району Житомирської округи; адміністративний центр ради. Розміщувалося за 28 верст від районного центру, містечка Городниця. 22 лютого 1928 року, в складі сільської ради, передане до Емільчинського (згодом — Ємільчинський) району Коростенської округи.
В період репресій проти українського народу в 30-і роки минулого століття органами НКВС заарештовано і позбавлено волі на різні терміни 21 мешканця села, з яких 16 розстріляно. Всі постраждалі від тоталітарного режиму реабілітовані.
11 серпня 1954 року, внаслідок об'єднання сільських рад, село підпорядковане Зосимівській сільській раді Ємільчинського району Житомирської області. 5 березня 1959 року село передане до складу Сербівської сільської ради Ємільчинського району. 5 серпня 1960 року, відповідно до рішення Житомирського облвиконкому № 790 «Про уточнення назв і перейменування деяких населених пунктів в районах області», с. Кука-Гута перейменоване на Вільшанка.
29 березня 2017 року увійшло до складу новоутвореної Ємільчинської сільської територіальної громади Ємільчинського району Житомирської області. Від 19 липня 2020 року, разом з громадою, в складі новоутвореного Новоград-Волинського (згодом — Звягельський) району Житомирської області.